# 小行星6610
小行星6610（6610 Burwitz）是一颗绕太阳运转的小行星，为主小行星带小行星。该小行星于1993年1月19日发现。

## 轨道参数
小行星6610的轨道半长轴为342 810 689 km，2.2915153 UA，离心率为0.171。